# João António Mascarenhas Júdice
João António Mascarenhas Júdice (Lagoa, 27 de Outubro de 1898 — Lisboa, 12 de Julho de 1957), 4.º visconde de Lagoa, foi um historiador e bibliófilo, especialista na área dos Descobrimentos e da expansão portuguesa, que se destacou pela reunião de uma notável biblioteca especializada naquelas temáticas, hoje alojada no Instituto de História da Expansão Ultramarina da Faculdade de Letras da Universidade de Coimbra.